# Chrioloba inobtrusa
Chrioloba inobtrusa är en fjärilsart som beskrevs av Alfred Ernest Wileman och South 1917. Chrioloba inobtrusa ingår i släktet Chrioloba och familjen mätare. Inga underarter finns listade i Catalogue of Life.